# Melnikowo (Kaliningrad)
Melnikowo (russisch Мельниково, deutsch Rudau, litauisch Rūdava) ist ein Ort in der russischen Oblast Kaliningrad im Rajon Selenogradsk. Er gehört zur kommunalen Selbstverwaltungseinheit Stadtkreis Selenogradsk. Zu Melnikowo gehört auch die 1904 nach Rudau eingemeindete Ortsstelle Jaxen.

## Geographische Lage
Das Dorf liegt in der historischen Region Ostpreußen, etwa 17 Kilometer nördlich der Stadt Kaliningrad (Königsberg) und neun Kilometer südlich der Stadt Selenogradsk (Cranz), am Flüsschen Slawnaja (Kintaubach).

## Ortsname
Der Name Rudau leitet sich vermutlich vom prußischen rūda für rotbraun ab und dürfte etwa „rostiger oder farbiger Pfuhl“ bedeuten.
Der Name Melnikowo leitet sich vom russischen melniza für Mühle ab und bezog sich auf die Rudauer Mühle und die Laptauer Mühle, die sich beide in dem 1947 eingerichteten Dorfsowjet Melnikowski befanden.

## Geschichte

Rudau, nordwestlich von Königsberg und südlich des Kurischen Haffs, auf einer Landkarte von 1910.

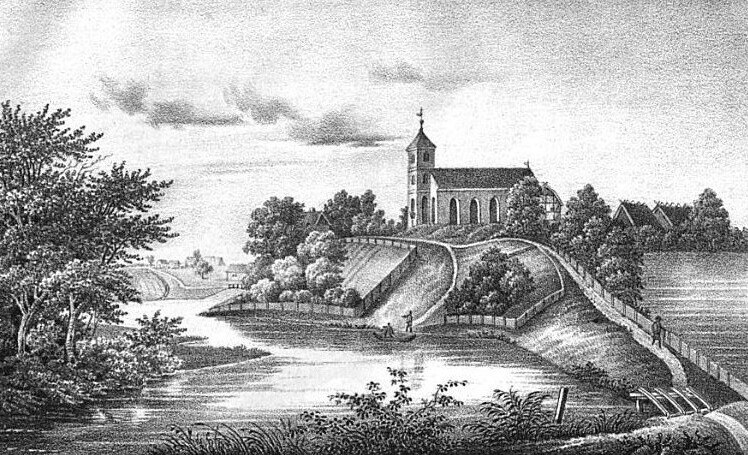
Ansicht von Rudau um etwa 1842

Das alte Kirchdorf Rudau wurde 1258 gegründet und 1274 erstmals urkundlich erwähnt. Die Gegend um Rudau war bereits im ersten Jahrtausend vor Christus bewohnt. Auf einer Opferstelle der von Prußen (in ihrer Sprache bedeutet der Ortsname Rudowe/Rudau so viel wie „rostiger bzw. farbiger Pfuhl“) besiedelten Region errichtete 1274 der Deutsche Orden eine Burg. 1291 wurde Rudau mit einem Krug und einer Mühle einem Ulmann verschrieben. Die verlustreiche Schlacht bei Rudau fand am 17. Februar 1370 während der Litauerkriege zwischen dem Orden und dem Großfürstentum Litauen in der nördlichen Gegend von Rudau statt. Ein 1670 erwähnter Amtskrug hieß 1791 „Blauer Krug“. Am 4. September 1797 zerstörte ein Feuer nahezu das gesamte Dorf, wobei innerhalb von wenigen Minuten 23 Gebäude, darunter die mit der Ernte gefüllten Scheunen, abbrannten.
Am 13. Juni 1874 wurde Rudau Sitz und namensgebender Ort eines neu errichteten Amtsbezirks, der zum Landkreis Fischhausen (1939 bis 1945 Landkreis Samland) im Regierungsbezirk Königsberg der preußischen Provinz Ostpreußen gehörte. Im Jahre 1910 lebten in Rudau 577 Einwohner.
Bereits am 27. November 1896 wurde Rudau durch die Eingliederung der Besitzung Heybüchen (heute nicht mehr existent) vergrößert. Es folgte am 25. Juni 1904 die Eingemeindung des Gutes Jaxen, am 26. September 1905 die des Gutes Sandhof (nicht mehr existent) und am 30. September 1928 des Gutsbezirks Backeln (heute russisch: Kudrinka). Die Einwohnerzahl stieg bis 1933 auf 1010 und betrug 1939 bereits 1052.
Das frühere Gutsdorf Jaxen bestand vor 1945 lediglich aus einem großen Hof. Hier lebten 1895 36 Menschen. Am 13. Juni 1874 kam das Dorf zum neu gebildeten Amtsbezirk Laptau (heute russisch: Muromskoje), der im Landkreis Fischhausen im Regierungsbezirk Königsberg der preußischen Provinz Ostpreußen lag. Am 2. Oktober 1903 wurde amtlich festgestellt, dass Jaxen ein Teil des Gutsbezirks Grünhoff (heute russisch: Roschtschino) sei. Nur wenige Monate später – am 25. Juni 1904 – wurde Jaxen in den Amtsbezirk Rudau (Melnikowo) um- und in die Landgemeinde Rudau eingegliedert.
Nach der Besetzung durch die Rote Armee im Januar 1945 gegen Ende des Zweiten Weltkrieges wurde Rudau zusammen mit der gesamten nördlichen Hälfte Ostpreußens von der Sowjetunion besatzungsrechtlich in eigene Verwaltung genommen. Der Ort erhielt 1947 den Namen Melnikowo. Gleichzeitig wurde der Ort Sitz eines Dorfsowjets im Rajon Primorsk. Nach Auflösung des Dorfsowjets im Jahr 1959 gelangte der Ort in den Dorfsowjet bzw. Dorfbezirk Muromski selski Sowet (okrug). Von 2005 bis 2015 gehörte der Ort zur Landgemeinde Kowrowskoje selskoje posselenije und seither zum Stadtkreis Selenogradsk.

### Amtsbezirk Rudau (1874–1945)
Zum Amtsbezirk Rudau gehörten anfangs vier Ortschaften:
| Deutscher Name   | Russischer Name | Bemerkungen                                                                 |
| ---------------- | --------------- | --------------------------------------------------------------------------- |
| Landgemeinde:    |                 |                                                                             |
| Rudau            | Melnikowo       |                                                                             |
| Gutsbezirke:     |                 |                                                                             |
| Heybüchen        |                 | 1896 in die Landgemeinde Rudau eingegliedert                                |
| Maldaiten        | Fjodorowo       | 1926 in die Landgemeinde Rudau eingegliedert                                |
| Sandhof          |                 |                                                                             |
| ab 1904: Jaxen   | Melnikowo       | bis 1904: Amtsbezirk Laptau, 1904 in die Landgemeinde Rudau eingegliedert   |
| ab 1928: Backeln | Kudrinka        | bis 1928 Amtsbezirk Schugsten, 1928 in die Landgemeinde Rudau eingegliedert |

Bedingt durch die verschiedenen Umstrukturierungen gehörte am 1. Januar 1945 nur noch die Gemeinde Rudau zu dem nach ihr benannten Amtsbezirk.

### Melnikowski selski Sowet 1947–1959
Der Dorfsowjet Melnikowski selski Sowet (ru. Мельниковский сельский Совет) wurde im Juni 1947 im Rajon Primorsk eingerichtet. Im Jahr 1959 wurde der Dorfsowjet aufgelöst und weitgehend in den neugebildeten Muromski selski Sowet eingegliedert (Nisowka und Wassilkowo gelangten in den Wischnjowski selski Sowet).
Folgende 19 Orte gehörten zum Dorfsowjet:
| Ortsname                         | Name bis 1947/50 | Jahr der Umbenennung |
| -------------------------------- | ---------------- | -------------------- |
| Fjodorowo (Фёдорово)             | Maldaiten        | 1950                 |
| Iskrowo (Искрово)                | Ringels          | 1950                 |
| Karassino (Карасино)             | Wittehnen        | 1947                 |
| Kaschtanowka (Каштановка)        | Mollehnen        | 1947                 |
| Kortschagino (Корчагино)         | Tiedtken         | 1950                 |
| Krasnoflotskoje (Краснофлотское) | Korben           | 1947                 |
| Kudrinka (Кудринка)              | Backeln          | 1947                 |
| Melnikowo (Мельниково)           | Rudau            | 1947                 |
| Motewelowo (Мотевелово)          | Mogahnen         | 1947                 |
| Nadeschdino (Надеждино)          | Gersthenen       | 1950                 |
| Nisowka (Низовка)                | Nadrau           | 1947                 |
| Priosjornoje (Приозёрное)        | Gidauten         | 1947                 |
| Saschtschitnoje (Защитное)       | Georgshöhe       | 1950                 |
| Serjoschkino (Серёжкино)         | Sergitten        | 1950                 |
| Sirenewo (Сиренево)              | Eisselbitten     | 1950                 |
| Swjaginzewo (Звягинцево)         | Waschke          | 1950                 |
| Wassilkowo (Васильково)          | Kirschnehnen     | 1947                 |
| Werschinino (Вершинино)          | Pluttwinnen      | 1947                 |
| Wetrowo (Ветрово)                | Ekritten         | 1947                 |

## Verkehr
Durch den Ort führt eine Nebenstraße, die Kaschtanowka (Mollehnen) an der russischen Fernstraße A 191 (ehemalige deutsche Reichsstraße 128) mit Nisowka (Nadrau) verbindet. Kaschtanowka ist auch die nächste Bahnstation und liegt an der Bahnstrecke Kaliningrad–Selenogradsk–Pionerski (Königsberg–Cranz–Neukuhren).

## Burg Rudau
Bei Rudau gab es eine Wallburg, zu der eine nahegelegene Opferstelle gehörte. Hier errichtete der Deutsche Orden um 1263 ein festes Haus, das zu einer Burganlage erweitert wurde. Es gibt so gut wie keine Nachrichten über diese Burg, auch nicht über ihren Verfall. Im Jahre 1723 fand man nur noch wenige Mauerstücke, die vielleicht auf Fundamentenreste im Erdreich hinweisen.

## Kirche

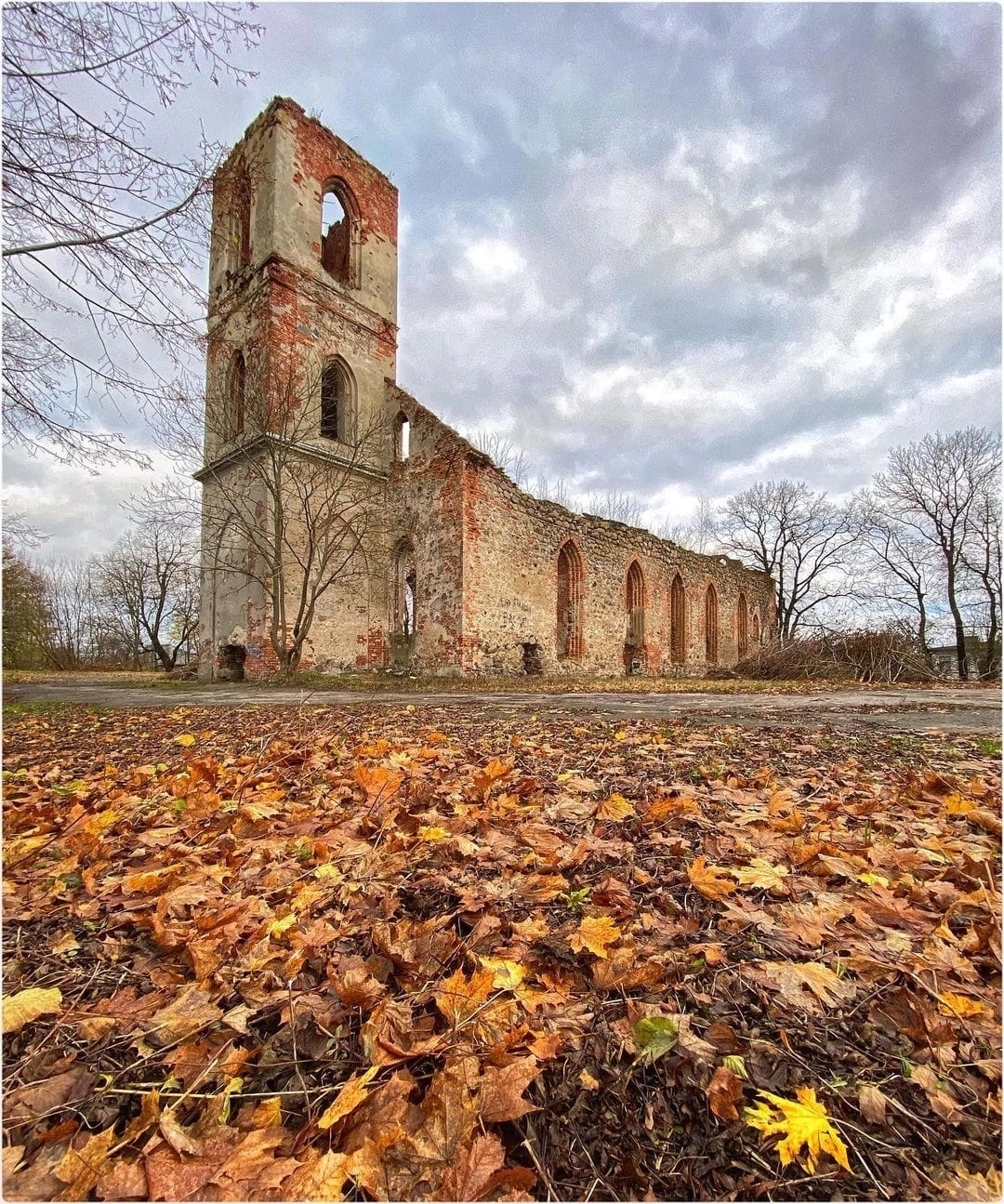
Ruine der Rudaer Kirche

### Kirchengebäude
Von Kaschtanowka (Moellehnen) kommend, stößt die Straße direkt auf die auf einer kleinen Anhöhe gelegene Ordenskirche aus dem 14. Jahrhundert, umgeben von dem früheren Friedhofsgelände. Bereits 1370 stand hier eine Kapelle. Bei der Kirche handelt es sich um einen verputzten Feldsteinbau. Im Innern befand sich die Rüstung des Ordensmarschalls Henning Schindekopf, der bei der Schlacht bei Rudau fiel. Teile dieser Rüstung sollen später in die Quednauer Kirche verbracht worden sein.
Bis in die 1980er Jahre fand die Rudauer Kirche, die im Zweiten Weltkrieg unzerstört blieb, Nutzung als Getreidelager und -trocknungshalle. Danach wurde das Gebäude aufgegeben. Heute sind nur noch die stark einsturzgefährdeten Außenmauern des Turms und des Kirchenschiffes ohne Überdachung erhalten.

### Kirchengemeinde
Rudau soll bereits vor 1321 unbestätigten Berichten zufolge ein Kirchdorf gewesen sein. Aus vorreformatorischer Zeit liegen keine Nachrichten vor. Die reformatorische Lehre hielt hier recht früh Einzug. Lange Jahre war die Pfarrei dann Teil der Inspektion Schaaken (heute russisch: Schemtschuschnoje). Bis 1945 war sie dann aber in den Kirchenkreis Königsberg-Land II (nördlich des Pregels) innerhalb der Kirchenprovinz Ostpreußen der Kirche der Altpreußischen Union eingegliedert.
Heute liegt Melnikowo im Einzugsbereich der in den 1990er Jahren neu entstandenen evangelisch-lutherischen Gemeinde in Selenogradsk (Cranz), einer Filialgemeinde der Auferstehungskirche in Kaliningrad (Königsberg) in der Propstei Kaliningrad der Evangelisch-lutherischen Kirche Europäisches Russland.

### Kirchspielorte (bis 1945)
Zum Kirchspiel Rudau gehörten bis 1945 30 Orte:
| Deutscher Name  | Russischer Name |  | Deutscher Name | Russischer Name |
| --------------- | --------------- |  | -------------- | --------------- |
| Adamsheide      |                 |  | Michelau       | Kamenka         |
| Blaublum        |                 |  | Mogahnen       | Motewelowo      |
| Dammwalde       |                 |  | Nadrau         | Nisowka         |
| Dollkeim        | Kowrowo         |  | Nautzau        | Kowrowo         |
| Eisselbitten    | Sirenewo        |  | Pluttwinnen    | Werschinino     |
| Ekritten        | Wetrowo         |  | Perkuiken      |                 |
| Friedrichswalde | Kolzowo         |  | Ringels        | Iskrowo         |
| Georgshöhe      | Saschitnoje     |  | Rudau          | Melnikowo       |
| Gersthenen      | Nadeschdino     |  | Sandhof        |                 |
| Grünhoff        | Roschtschino    |  | Saßlauken      |                 |
| Heybüchen       |                 |  | Sergitten      | Serjoschkino    |
| Jaxen           | Melnikowo       |  | Sporwitten     |                 |
| Kirschnehnen    | Wassilkowo      |  | Tiedtken       | Kortschagino    |
| Kemsie          |                 |  | Weischkitten   | Sokolniki       |
| Maldaiten       | Fjodorowo       |  | Wittehnen      | Karassino       |

### Pfarrer (bis 1945)
Von der Reformation bis 1945 amtierten in Rudau 27 evangelische Geistliche:
| - NN., 1525 - Kilian Torner, 1533–1537 - Peter Nimptsch, 1541–1542 - Ambrosius Talau, 1552 - Peter Sonn, 1563 - Johann Zimmermann, 1571–1580 - Johann Marckstein, 1580–1605 - Paul Biber, 1605–1642 - Friedrich Vetter, 1642–1660 - Reinhold Röder, 1660–1674 - Gerhard Groskopf, 1675–1679 - Nelchior Günther, 1679–1701 - Sigismund Pölcke, 1701–1729 - Ernst Boguslaw Biland, 1729–1736 | - Johann Christian Stürtz, 1736–1742 - Christian Theophil Geier, 1742–1752 - Ludwig Christoph Eicke, 1752–1759 - Friedrich Gerhard Paarmann, 1759–1806 - Karl Ludwig Harnack, 1806–1827 - Johann Brandt, ab 1827 - Friedrich A. Brausewetter, ab 1845 - Carl Samuel Heinrich Büttner, 1849–1858 - Carl Eugen Weiß, 1859–1887 - Hans Carl Willy Gerlich, 1888–1905 - Cäsar Hugo E. Otto Korth, 1906–1923 - Bruno Gohr, 1924–1938 - Hans Tolkiehn, 1939–1945 |

### Kirchenbücher
Von den Kirchenbüchern für das Kirchspiel Rudau haben sich die Dokumente über die Taufen zwischen den Jahren 1833 und 1876 erhalten. Sie werden im Evangelischen Zentralarchiv in Berlin-Kreuzberg aufbewahrt.

## Persönlichkeiten

### Söhne und Töchter des Ortes
- Karl Kollwitz (* 13. Juni 1863 in Rudau; † 1940), Berliner Armenarzt, Stadtverordneter (SPD) sowie Ehemann der Malerin und Bildhauerin Käthe Kollwitz.

### Mit dem Ort verbunden
- Albert Borowski (1876–1945), deutscher sozialdemokratischer Politiker, lebte nach der Machtergreifung durch die Nationalsozialisten in Rudau und kam hier beim Einmarsch der Roten Armee im Januar 1945 ums Leben.